# Septème
Septème is een gemeente in het Franse departement Isère (regio Auvergne-Rhône-Alpes). De plaats maakt deel uit van het arrondissement Vienne. Septème telde op 1 januari 2022 2.153 inwoners. 
De naam van de gemeente is waarschijnlijk afgeleid van een Romeinse mijlpaal; de plaats lag zeven mijl ten oosten van Vienne op de weg naar Italië. Het oude kasteel werd in de 10e eeuw bovenop een heuvel gebouwd. Van dit kasteel rest enkel een ruïne. De graven van Savoye versterkten de plaats in de 13e eeuw tegen Dauphiné. Het nieuwe kasteel van Septème kreeg een versterkte muur van meer dan een kilometer lang.

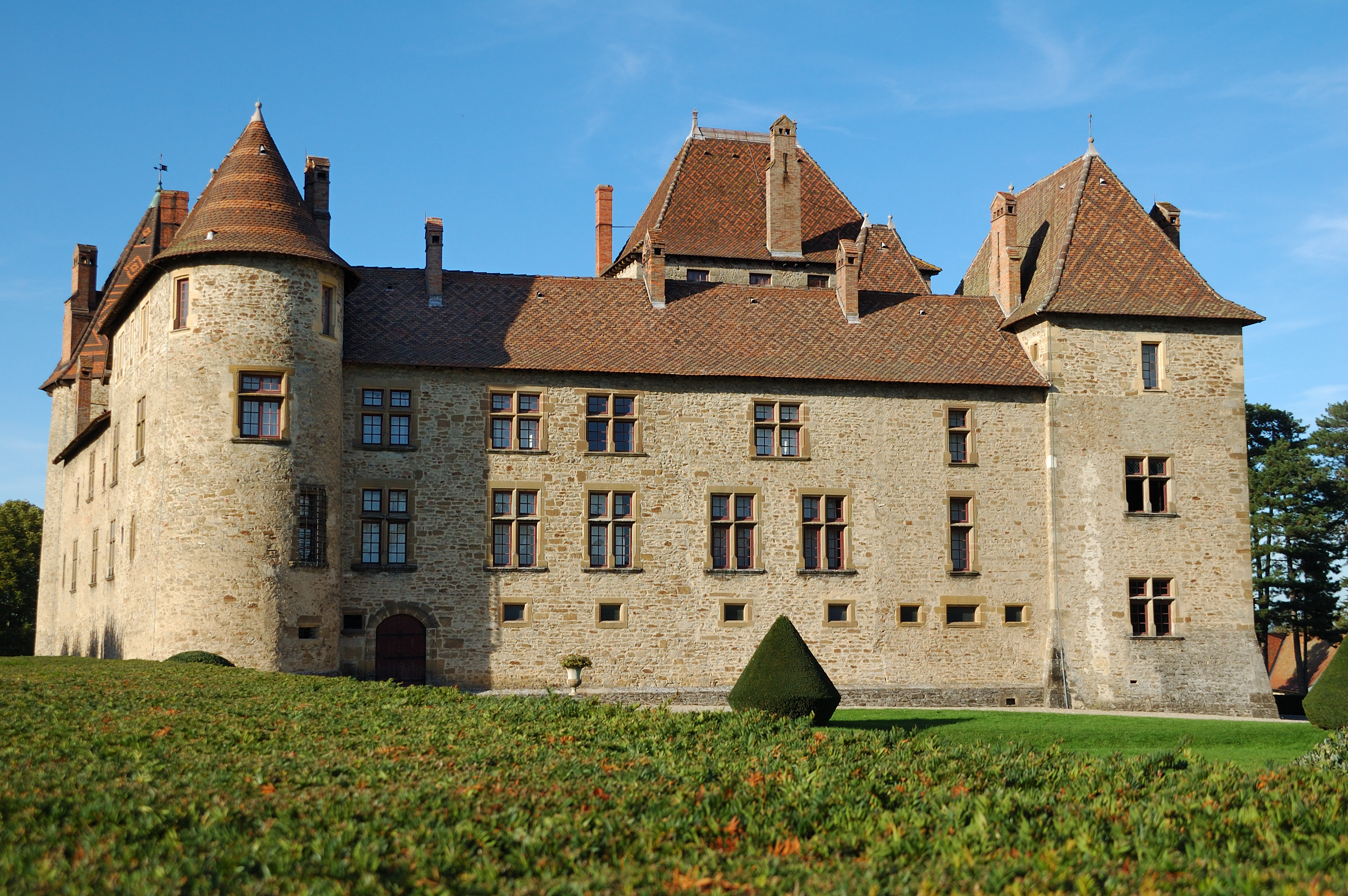
Kasteel van Septème
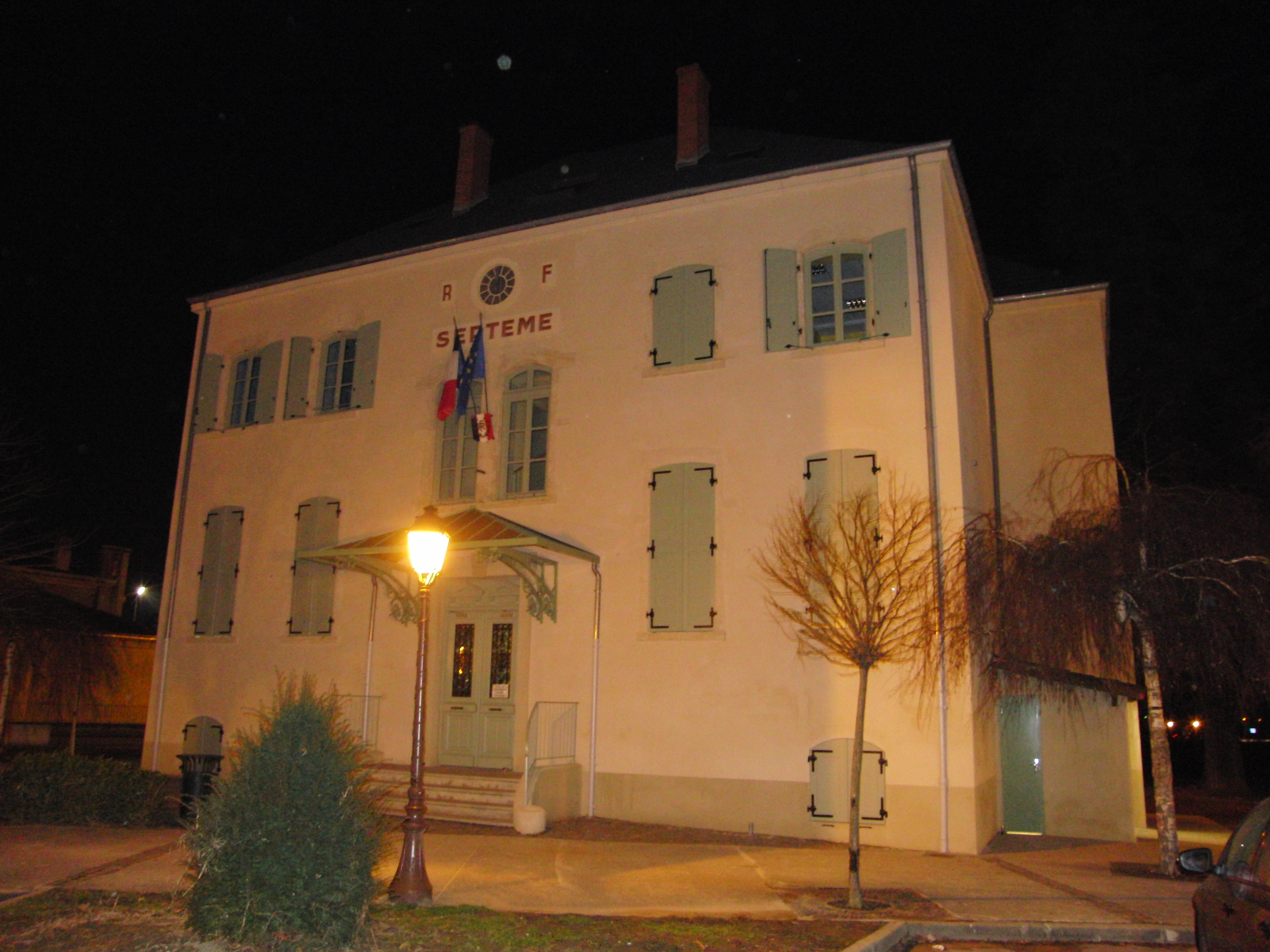
Gemeentehuis

## Geografie
De oppervlakte van Septème bedroeg op 1 januari 2022 21,55 vierkante kilometer; de bevolkingsdichtheid was toen 99,9 inwoners per km².

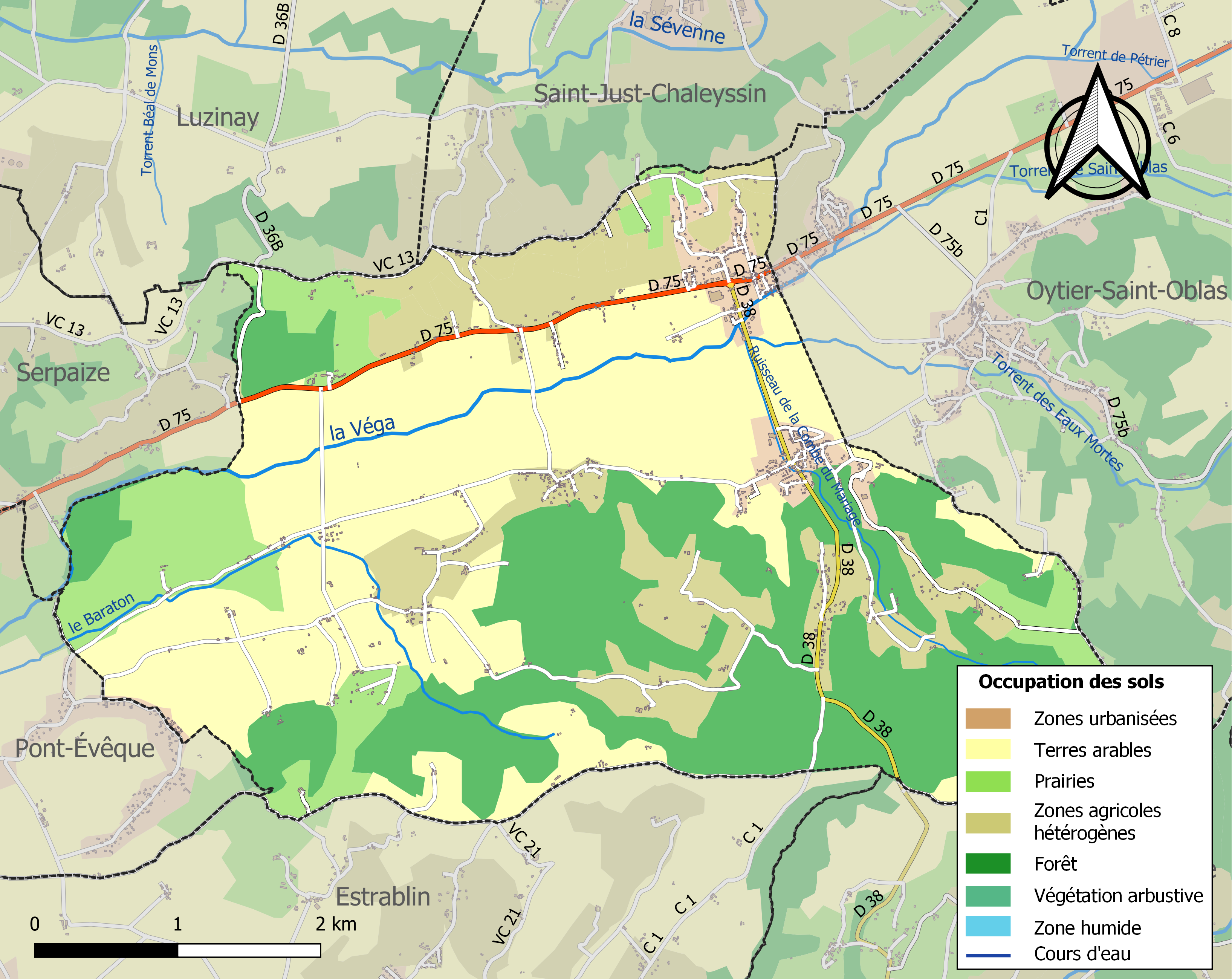
Kaart van de gemeente met de belangrijkste infrastructuur, bodemgebruik en omliggende gemeenten

## Demografie
Onderstaande figuur toont het verloop van het inwonertal (bron: INSEE-tellingen).